# 무선 전력 전송

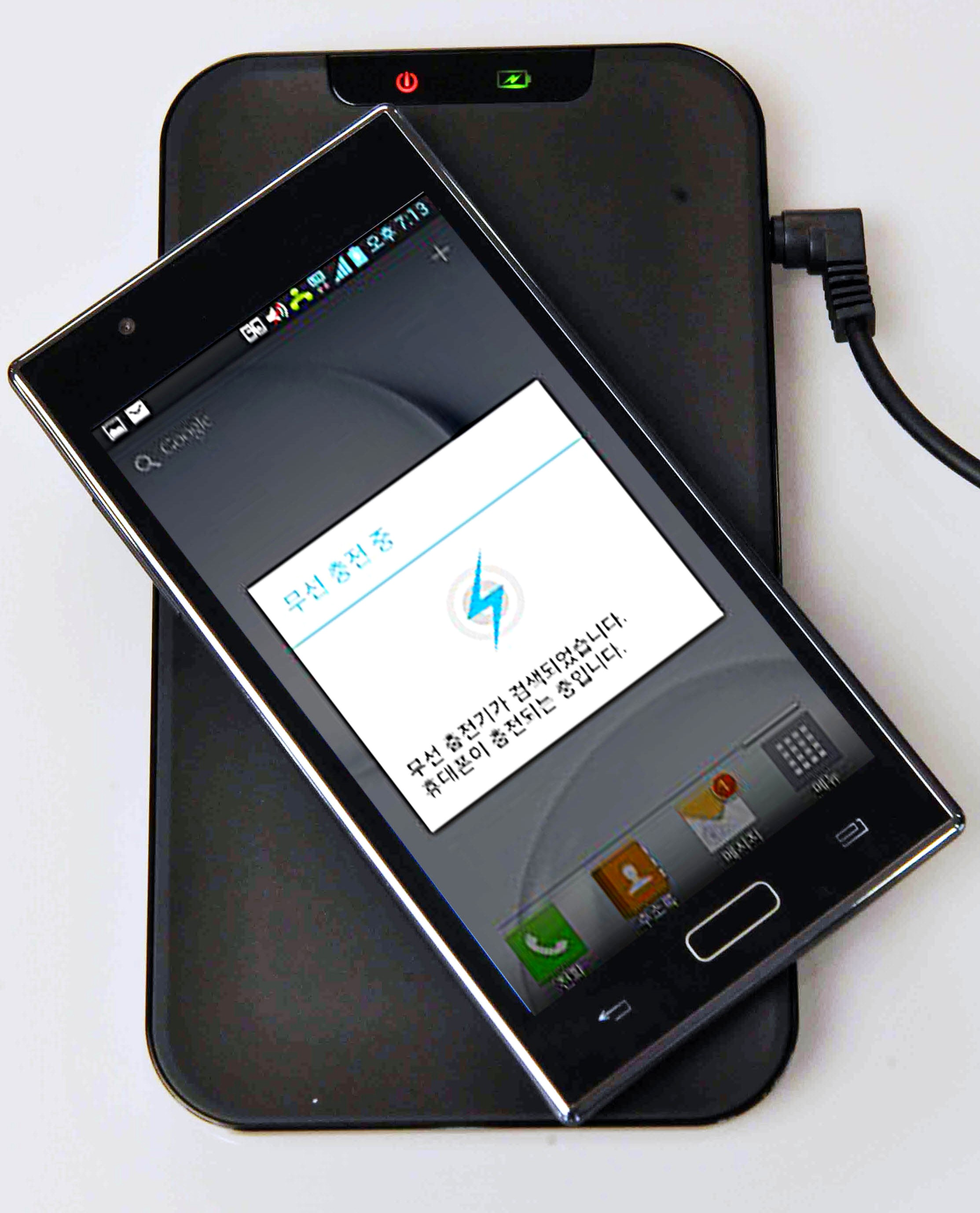
LG 스마트폰용 무선 충전.

무선 전력 전송(wireless power transfer, WPT), 무선 에너지 전송(wireless energy transmission)은 선이 없는 전기 에너지의 전송을 말한다. 무선 전력 전송은 시변적인 자기장, 전자기장을 사용한다. 무선 전송은 유선 상호 연결이 불편하거나 위험하거나 불가능한 상황에서 전기 장치로의 전원을 공급하는데 유용하다.
무선 전력 기술은 2가지 부류로 나눈다: 비방사식, 방사식.
모든 무선 전력과 관련된 중요한 문제는 잠재적으로 위험한 전자기장에 대한 인체와 다른 생물의 노출을 제한하는 것이다.
무선 전력 전송은 무선으로 전기를 전달하는 것 자체만을 의미하고, 이를 이용하여 충전하는 방식은 무선 충전이라고 한다.

## 같이 보기
- 무선 충전